# Luc Coulavin
Luc Coulavin, né le 17 mars 1961 à Tarrytown (New York) et mort du sida le 27 février 1994 à Paris 19e,, est un journaliste français ayant travaillé, dans la deuxième moitié des années 1980 et au début des années 1990, au Gai Pied Hebdo (1983-1992), magazine français destiné aux homosexuels. En 1989, il fait partie, avec Didier Lestrade et Pascal Loubet, du « trio fondateur » d'Act Up-Paris, branche de l'association américaine ACT UP fondée deux ans plus tôt à New York.

## Biographie

### Le journaliste et le militant
De 1985 à 1992, il écrit des articles dans le Gai Pied, où il est chargé de la rubrique « consommation ». Il co-signe certains de ses articles avec le journaliste Didier Lestrade, qui travaille dans le même bureau que lui. Avec le renfort de Patrick Cabasset, spécialiste de la mode, les deux chroniqueurs forment, au sein de la revue, le groupe dit « Gai Pied Madame ».
Au contact de Lestrade, qui a séjourné aux États-Unis, Luc Coulavin est amené à s'intéresser et à participer au projet de ce dernier d'importer à Paris l'association américaine Act Up, avec ses slogans, sa philosophie et ses méthodes.
En juin 1989, aux côtés de Lestrade et de Pascal Loubet, journaliste de Rock & Folk, il co-fonde Act Up-Paris, au terme d'un long processus de maturation,,,,.
Dans Act Up, une histoire, Didier Lestrade explique que Luc Coulavin a été élu comme facilitateur parce qu'il était l'un des « pédés les plus volubiles du groupe », « une bouffée d'oxygène », « une hôtesse d'accueil-née », qui a « jeté les bases de la convivialité à Act Up ». Cependant, à partir de 1990, Luc Colavin s'éloigne peu à peu de l'association : son état de santé se dégrade rapidement et il a le sentiment qu'Act Up est définitivement lancé et n'a plus besoin de lui.

### Disparition
Le 27 février 1994, Luc Coulavin meurt à Paris, à l'âge de 32 ans, après de longs mois de maladie et un traitement lourd qu'il avait accepté « avec une sagesse amusée ».
Le 1er décembre 1994, sur le stand d'Act Up dans un village associatif au pied du Trocadéro, sont posées trois urnes funéraires sous une affiche indiquant que « Le stand est tenu par Cleews Vellay, Marc Maryns et Luc Coulavin », trois militants morts dans l'année.

## Œuvres
- (avec Didier Lestrade), « Act Up : un vent de révolte », Gai Pied Hebdo, No 364, 6 avril 1989, p. 54-60[18].

### Vidéo
- Sur Antenne 2 en 1987 (Archives de l'Institut National de l’Audiovisuel), « La communauté gay à Paris », sur Ina.fr, 8 janvier 1987